# Тиканлы
Тиканлы (азерб. Tikanlı) — село в Габалинском районе Азербайджана. Образует одноимённый муниципалитет.

## Этимология
Название села связано с кыпчакскими этнонимами тикан и каратикан. Также слово «тикан» на азербайджанском означает «колючка». Считается, что когда-то на территории села были заросли колючек и название села возможно происходит от этого.

## География
Село расположено на реке Тикянлычай в 13 километрах от районного центра Габалы.

## Население
По данным Кавказского календаря на 1856 год население села Тиканлы Кабалинского магала определяется как «татары»-сунниты (азербайджанцы), говорящие по «татарски» (по азербайджански).
По Азербайджанской сельскохозяйственной переписи 1921 года в Тиканлы Бумского сельского общества Нухинского уезда Азербайджанской ССР проживали 957 жителей в 187 хозяйствах, преобладающая национальность — азербайджанские тюрки (азербайджанцы). Число мужчин — 509 человек а число женщин — 448 человек.
В селе издавна развиты садоводство (каштаны, фундук) и пчеловодство.

### Известные уроженцы/жители
На Всемирной лондонской выставке 1851 года житель Тиканлы, Абдул Ахмед оглы был отмечен бронзовой медали (за кожи диких коз).